# Сан Ђусто ди Бранколи (Лука)
Сан Ђусто ди Бранколи је насеље у Италији у округу Лука, региону Тоскана.
Према процени из 2011. у насељу је живело 34 становника. Насеље се налази на надморској висини од 189 м.